# Divisione No. 4 (Terranova e Labrador)
La Divisione No. 4 è una divisione censuaria di Terranova e Labrador, Canada di 21.168 abitanti.

## Comunità
- Città

Cape St. George, Gallants, Kippens, Lourdes, Port au Port East, Port au Port West-Aguathuna-Felix Cove, St. George's, Stephenville, Stephenville Crossing
- Suddivisioni non organizzate

A (Include: Codroy, Cape Anguille, Doyles, South Branch), B (Include: Highlands, Jeffrey's, Robinsons), C (Include: St. Teresa, Flat Bay, Barachois Brook), D (Include: Fox Island River), E (Include: Mainland)